# De getuige: maandblad tot bestrijding der zedeloosheid
De getuige: maandblad tot bestrijding der zedeloosheid verscheen maandelijks tussen 1907 en 1930. Het blad werd uitgebracht door de Nederlandsche Vereeniging tegen de Prostitutie, later de Vereeniging tot Bestrijding van het Nieuw-Malthusianisme.
In 1879 werd de Nederlandsche Vereeniging tegen de Prostitutie opgericht. De eerste voorzitter was dominee Hendrik Pierson. De vereniging heeft bijgedragen aan de invoering van de zedelijkheidswet van mei 1911. In het tijdschrift staan bijdragen die uiting geven aan opvattingen van de beweging over zedeloosheid en over de veranderingen in de algemene wetgeving.
Na 1930 ging het samen met het Orgaan van den Nederlandschen Vrouwenbond tot Verhooging van het Zedelijk Bewustzijn (1884-1947) waarna het werd voortgezet onder de titel Zedenopbouw, welk laatste blad verscheen als driemaandelijks tijdschrift tussen 1948 en 1958.